# بالكي عبدي (مقاطعة تشرام)
بالكي عبدي (بالفارسية: پالکی عبدی) هي قرية تقع في قسم بشتة ذيلايي الريفي (مقاطعة تشرام) في إيران. يقدر عدد سكانها بـ 37 نسمة بحسب إحصاء 2016.